# وولدمار پترسون
وولدمار پترسون (استونیایی: Voldemar Peterson; ۲۴ آوریل ۱۹۰۸ – ۱۶ آوریل ۱۹۷۶) بازیکن فوتبال اهل استونی بود.
وی همچنین در تیم ملی فوتبال استونی بازی کرده‌است.